# Kim Batten
Kim Batten (ur. 29 marca 1969 w McRae, w stanie Georgia) – amerykańska lekkoatletka, płotkarka.
Wicemistrzyni olimpijska (Atlanta 1996) w biegu na 400 m przez płotki. Mistrzyni świata (Göteborg 1995) oraz brązowa medalistka MŚ (Ateny 1997) w tej konkurencji. Była rekordzistka świata w biegu na 400 m pł (52.61 w finale MŚ 1995). Ponadto wicemistrzyni świata w sztafecie 4 x 400 m (Ateny 1997) oraz złota medalistka igrzysk panamerykańskich z Mar del Plata.

## Sukcesy sportowe

### Igrzyska olimpijskie
| Miejsce | Dzień       | Rok  | Miejscowość | Konkurencja       | Czas biegu | Strata   | Zwycięzca       |
| ------- | ----------- | ---- | ----------- | ----------------- | ---------- | -------- | --------------- |
| srebro  | 29 lipca    | 1996 | Atlanta     | bieg na 400 m ppł | 53,08 s    | + 0,26 s | Deon Hemmings   |
| 12.     | 25 września | 2000 | Sydney      | bieg na 400 m ppł | 55,73 s    | -        | Irina Priwałowa |

### Mistrzostwa świata
| Miejsce | Dzień       | Rok  | Miejscowość | Konkurencja        | Czas biegu  | Strata   | Zwycięzca        |
| ------- | ----------- | ---- | ----------- | ------------------ | ----------- | -------- | ---------------- |
| 5.      | 29 sierpnia | 1991 | Tokio       | bieg na 400 m ppł  | 53,98 s     | + 0,87 s | Tatjana Ledowska |
| 4.      | 17 sierpnia | 1993 | Stuttgart   | bieg na 400 m ppł  | 53,84 s     | + 1,10 s | Sally Gunnell    |
| złoto   | 11 sierpnia | 1995 | Göteborg    | bieg na 400 m ppł  | 52,61 s     | -        | -                |
| brąz    | 8 sierpnia  | 1997 | Ateny       | bieg na 400 m ppł  | 53,52 s     | + 0,55 s | Nezha Bidouane   |
| srebro  | 10 sierpnia | 1997 | Ateny       | sztafeta 4 x 400 m | 3:21,03 min | + 0,11 s | Niemcy           |